# Jharokha Darshan

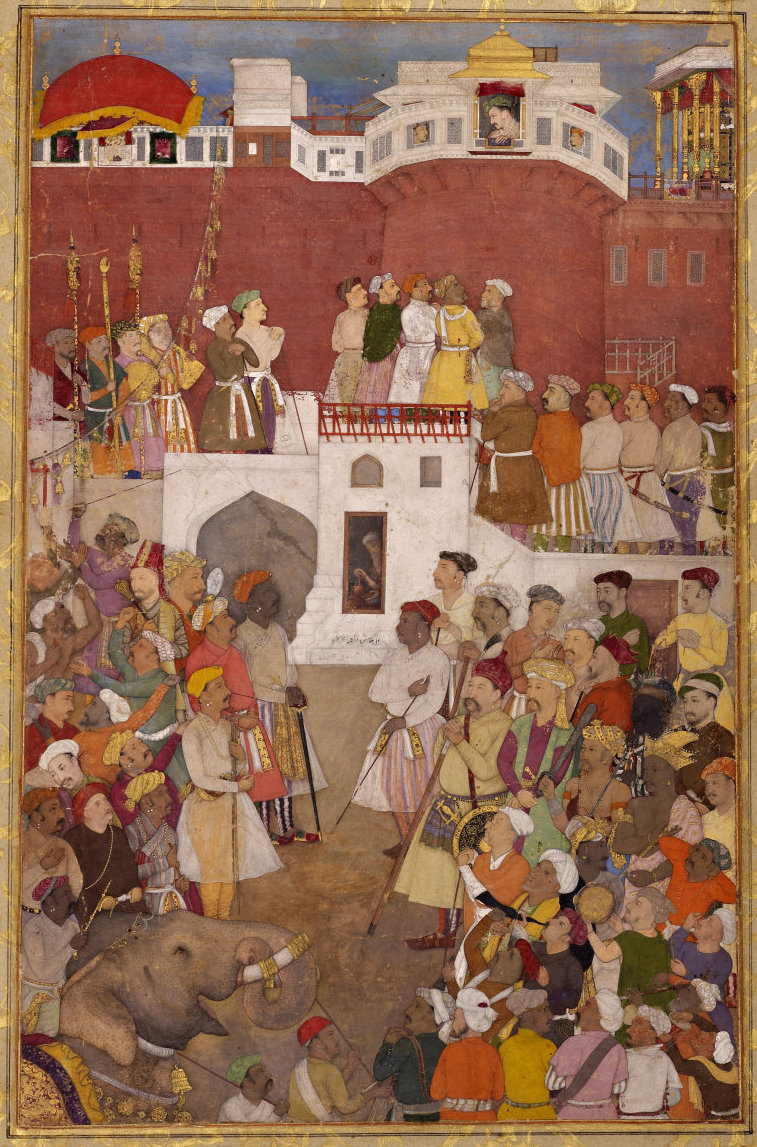
Kaiser Jahangir beim Jharokha Darshan im Roten Fort von Agra, ca. 1620

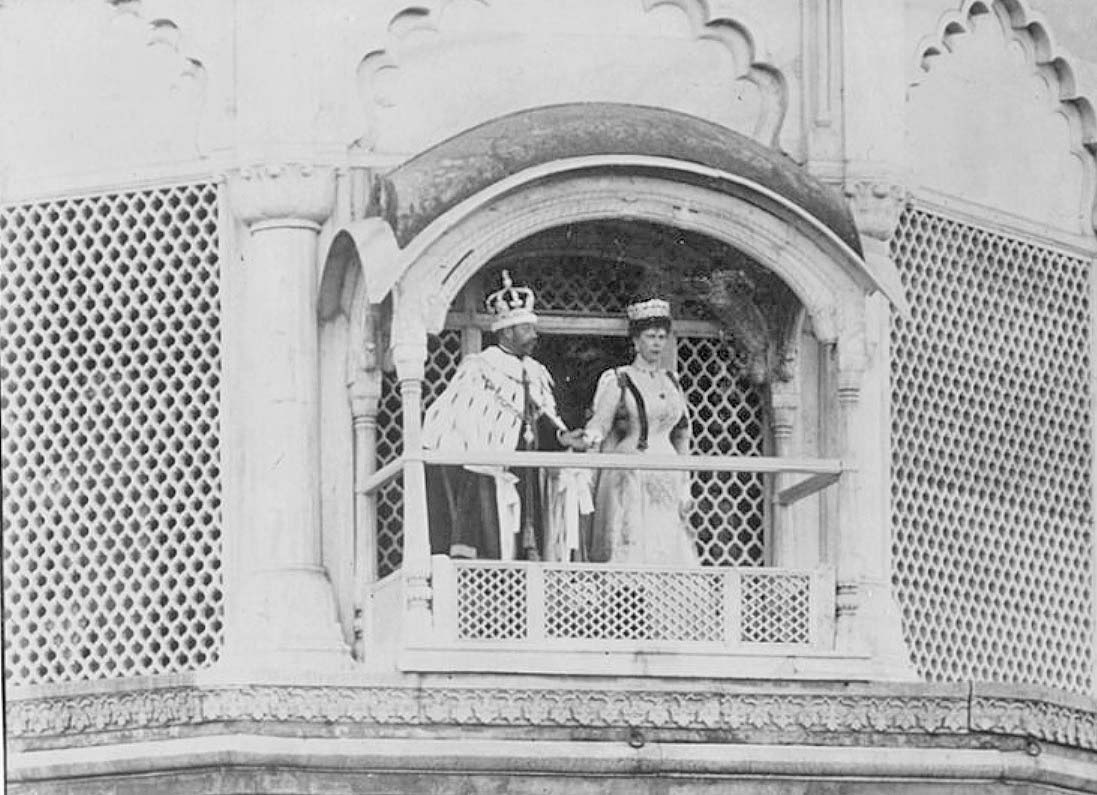
König Georg V. und Königin Mary beim Jharokha Darshan anlässlich des Delhi Durbar 1911

Jharokha Darshan (persisch: جهروکه درشن, Hindi: झरोखा दर्शन) war eine tägliche Audienz (darshan) der indischen Herrscher vom Balkon des Palastes (Jharokha). Sie ermöglichte eine direkte und persönliche Kommunikation mit den Untertanen und insbesondere die Entgegennahme von Bittgesuchen. Das Konzept geht ursprünglich auf hinduistische Fürsten zurück, wurde aber von den islamischen Mogulkaisern übernommen und popularisiert. Die Jharokha-Auftritte der Moguln wurden in vielen Gemälden dargestellt.
Der Jharokha ist üblicherweise ein nach Osten ausgerichtetes verziertes Erkerfenster oder ein überdachter Thronbalkon, über das jeder Amtssitz verfügte, den die indischen Herrscher während ihrer Regierungszeit nutzten. Im Roten Fort in Agra befand er sich am Shah Burj, dem Königsturm. Verwendung fand auch das Do-Ashiayana Manzil, ein gut fünf Meter hohes transportables Holzhaus mit säulengetragener Plattform, das die Mogulkaiser bei ihren Besuchen außerhalb ihrer Hauptstadt nutzten.

## Humayun
Im Mogulreich wurde die ursprünglich hinduistische Praxis des Jharokha Darshan von Humayun eingeführt. Bereits er nutzte ihn, um die öffentlichen Beschwerden seiner Untertanen anzuhören. Dazu hatte er eigens eine Trommel an der Wand anbringen lassen, damit die unter dem Jharokha versammelten Bittsteller darauf schlagen konnten, um die Aufmerksamkeit des Kaisers zu erregen.

## Akbar
Akbar verband den Jharokha Darshan mit seiner täglichen Praxis, früh am Morgen die aufgehende Sonne anzubeten – wobei er in Agra meist von im Fluss badenden Hindus begrüßt wurde. Er verbrachte etwa eine Stunde im Jharokha, um die Akzeptanz der kaiserlichen Autorität als Teil des Volksglaubens anzustreben. Das Erscheinen des Kaisers sollte die Untertanen auch davon überzeugen, dass er lebe und die Dinge im Staat gut bestellt seien. Die unter dem Balkon versammelte Menschenmenge bestand im Allgemeinen aus Soldaten, Kaufleuten, Handwerkern, Bauern, Frauen und kranken Kindern. Dabei ließ der Kaiser eine Schnur durch die Menge laufen, an die Untertanen ihre Bittgesuche knüpfen konnten. Später erschien Akbar sogar zwei Mal täglich im Jharokha und verbrachte dort, je nach Umfang der vorgebrachten Petitionen, insgesamt bis zu viereinhalb Stunden.

## Jahangir
Jahangir setzte die Tradition des Jharokha Darshan fort. Er ließ sich dabei mitunter von seiner Frau, Nur Jahan, unterstützen – und hielt die Sitzungen sogar ab, wenn er krank war. Für die Sammlung der Gesuche führt er statt der Schnur eine goldene Kette ein.

## Shah Jahan
Kaiser Shah Jahan hielt während seiner gesamten dreißigjährigen Herrschaft einen strengen Zeitplan ein. Er stand um 4 Uhr morgens auf, um nach Waschungen und Gebeten etwa 45 Minuten vor Sonnenaufgang am Jharokha-Fenster zu erscheinen. Seine Untertanen verneigten sich vor ihm, was er mit seinem kaiserlichen Gruß erwiderte. So genannte Darshaniyas pflegten den Brauch, kein Essen zu sich zu nehmen, ehe sie das Gesicht des Kaisers gesehen hatten, was als glückverheißendes Symbol galt. Anders als sein Vater Akbar begnügte sich Shah Jahan mit einer halben Stunden Anwesenheit auf dem Balkon, was für die Sammlung der Bittschriften mittels der goldenen Kette aber genügte. Einmal im Jahr 1657, als Shah wegen Erkrankung an der Teilnahme am Jharokha Darshan verhindert war, machten sogleich Spekulationen um seinen Tod die Runde.

## Aurangzeb
Auch Aurangzeb setzte die Praxis des Jharokha Darshan zunächst fort, beendete sie aber im elften Jahr seiner Herrschaft. Stärker in der islamischen Orthodoxie verwurzelt als seine Vorgänger, hatten sich bei ihm die bereits bei seinem Vater Shah Jahan vorhandenen Zweifel an der Zulässigkeit des Auftritts verstärkt – er konnte als im Islam verbotene religiöse Verehrung der Sonne und/oder des Kaisers missverstanden werden.

## Britische Kolonialzeit
Anlässlich des Delhi Durbar am 12. Dezember 1911 traten König Georg V. und seine Gemahlin, Königin Mary, feierlich im Jharokha des Roten Forts auf, um den 500.000 dort versammelten einfachen Leuten mit einem Darshan zu begrüßen.